# Cykling under sommer-OL 2016 – Sprint (herrer)
Herrernes sprint i banecykling under sommer-OL 2016 fandt sted fra 12. til 14. august 2016 på Rio Olympic Velodrome i Rio de Janeiro.

## Resultater

### Kvalifikation
| Nr. | Rytter                              | Tid    | Fart (km/t) | Noter |
| --- | ----------------------------------- | ------ | ----------- | ----- |
| 1   | Jason Kenny (GBR)                   | 9.551  | 75.384      | Q, OR |
| 2   | Callum Skinner (GBR)                | 9.703  | 74.203      | Q     |
| 3   | Matthew Glaetzer (AUS)              | 9.704  | 74.196      | Q     |
| 4   | Denis Dmitrijev (RUS)               | 9.774  | 73.664      | Q     |
| 5   | Grégory Baugé (FRA)                 | 9.807  | 73.416      | Q     |
| 6   | Njisane Phillip (TTO)               | 9.813  | 73.372      | Q     |
| 7   | Damian Zielinski (POL)              | 9.823  | 73.297      | Q     |
| 8   | Jeffrey Hoogland (NED)              | 9.837  | 73.193      | Q     |
| 9   | Sam Webster (NZL)                   | 9.880  | 72.874      | Q     |
| 10  | Edward Dawkins (NZL)                | 9.895  | 72.764      | Q     |
| 11  | Francois Pervis (FRA)               | 9.898  | 72.741      | Q     |
| 12  | Joachim Eilers (GER)                | 9.908  | 72.668      | Q     |
| 13  | Xu Chao (CHN)                       | 9.939  | 72.441      | Q     |
| 14  | Pavel Kelemen (CZE)                 | 9.969  | 72.223      | Q     |
| 15  | Rafal Sarnecki (POL)                | 9.980  | 72.144      | Q     |
| 16  | Fabian Hernando Puerta Zapata (COL) | 9.981  | 72.137      | Q     |
| 17  | Patrick Constable (AUS)             | 10.010 | 71.928      | Q     |
| 18  | Maximilian Levy (GER)               | 10.035 | 71.748      | Q     |
| 19  | Juan Peralta Gascon (ESP)           | 10.055 | 71.606      |       |
| 20  | Kang Dong-jin (KOR)                 | 10.092 | 71.343      |       |
| 21  | Theo Bos (NED)                      | 10.140 | 71.005      |       |
| 22  | Im Chaebin (KOR)                    | 10.147 | 70.956      |       |
| 23  | Santiago Ramirez Morales (COL)      | 10.199 | 70.595      |       |
| 24  | Hersony Canelon (VEN)               | 10.239 | 70.319      |       |
| 25  | Seiichiro Nakagawa (JPN)            | 10.241 | 70.305      |       |
| 26  | Nikita Shurshin (RUS)               | 10.418 | 69.111      |       |
| 27  | Cesar Marcano (VEN)                 | 10.649 | 67.611      |       |

### Runde 1
| Navn                  | Tid    | Gennemsnitsfart (km/t) |
| --------------------- | ------ | ---------------------- |
| Jason Kenny (GBR)     | 10.245 | 70.278                 |
| Maximilian Levy (GER) | +0.066 | +0.066                 |

| Navn                                | Tid    | Gennemsnitsfart (km/t) |
| ----------------------------------- | ------ | ---------------------- |
| Matthew Glaetzer (AUS)              | 10.299 | 69.909                 |
| Fabian Hernando Puerta Zapata (COL) | +0.058 | +0.058                 |

| Navn                | Tid    | Gennemsnitsfart (km/t) |
| ------------------- | ------ | ---------------------- |
| Grégory Baugé (FRA) | 10.214 | 70.491                 |
| Pavel Kelemen (CZE) | +0.050 | +0.050                 |

| Navn                   | Tid    | Gennemsnitsfart (km/t) |
| ---------------------- | ------ | ---------------------- |
| Joachim Eilers (GER)   | 10.428 | 69.044                 |
| Damian Zielinski (POL) | +0.041 | +0.041                 |

| Navn                 | Tid    | Gennemsnitsfart (km/t) |
| -------------------- | ------ | ---------------------- |
| Sam Webster (NZL)    | 10.159 | 70.873                 |
| Edward Dawkins (NZL) | +0.150 | +0.150                 |

| Navn                    | Tid    | Gennemsnitsfart (km/t) |
| ----------------------- | ------ | ---------------------- |
| Callum Skinner (GBR)    | 10.254 | 70.216                 |
| Patrick Constable (AUS) | +0.071 | +0.071                 |

| Navn                  | Tid    | Gennemsnitsfart (km/t) |
| --------------------- | ------ | ---------------------- |
| Denis Dmitrijev (RUS) | 10.141 | 70.998                 |
| Rafal Sarnecki (POL)  | +0.036 | +0.036                 |

| Navn                  | Tid    | Gennemsnitsfart (km/t) |
| --------------------- | ------ | ---------------------- |
| Xu Chao (CHN)         | 10.373 | 69.410                 |
| Njisane Phillip (TTO) | +0.145 | +0.145                 |

| Navn                   | Tid    | Gennemsnitsfart (km/t) |
| ---------------------- | ------ | ---------------------- |
| Jeffrey Hoogland (NED) | 10.181 | 70.719                 |
| Francois Pervis (FRA)  | +0.052 | +0.052                 |

### Opsamling runde 1
| Navn                  | Tid    | Gennemsnitsfart (km/t) |
| --------------------- | ------ | ---------------------- |
| Maximilian Levy (GER) | 10.356 | 69.524                 |
| Edward Dawkins (NZL)  | +0.024 | +0.024                 |
| Njisane Phillip (TTO) | +1.429 | +1.429                 |

| Navn                    | Tid    | Gennemsnitsfart (km/t) |
| ----------------------- | ------ | ---------------------- |
| Patrick Constable (AUS) | 10.363 | 69.477                 |
| Damian Zielinski (POL)  | +0.028 | +0.028                 |
| Pavel Kelemen (CZE)     | +0.378 | +0.378                 |

| Navn                                | Tid    | Gennemsnitsfart (km/t) |
| ----------------------------------- | ------ | ---------------------- |
| Fabian Hernando Puerta Zapata (COL) | 10.272 | 70.093                 |
| Rafal Sarnecki (POL)                | +0.086 | +0.086                 |
| Francois Pervis (FRA)               | +0.607 | +0.607                 |

### Anden runde
| Navn                                | Tid    | Gennemsnitsfart (km/t) |
| ----------------------------------- | ------ | ---------------------- |
| Jason Kenny (GBR)                   | 10.369 | 69.437                 |
| Fabian Hernando Puerta Zapata (COL) | +0.109 | +0.109                 |

| Navn                   | Tid    | Gennemsnitsfart (km/t) |
| ---------------------- | ------ | ---------------------- |
| Matthew Glaetzer (AUS) | 10.166 | 70.824                 |
| Maximilian Levy (GER)  | +0.059 | +0.059                 |

| Navn                   | Tid    | Gennemsnitsfart (km/t) |
| ---------------------- | ------ | ---------------------- |
| Grégory Baugé (FRA)    | 10.103 | 71.265                 |
| Jeffrey Hoogland (NED) | +0.121 | +0.121                 |

| Navn                    | Tid    | Gennemsnitsfart (km/t) |
| ----------------------- | ------ | ---------------------- |
| Callum Skinner (GBR)    | 10.359 | 69.504                 |
| Patrick Constable (AUS) | +0.021 | +0.021                 |

| Navn                  | Tid    | Gennemsnitsfart (km/t) |
| --------------------- | ------ | ---------------------- |
| Denis Dmitrijev (RUS) | 10.102 | 71.273                 |
| Sam Webster (NZL)     | +0.142 | +0.142                 |

| Navn                 | Tid    | Gennemsnitsfart (km/t) |
| -------------------- | ------ | ---------------------- |
| Joachim Eilers (GER) | 10.449 | 68.906                 |
| Xu Chao (CHN)        | +0.058 | +0.058                 |

### Opsamling runde 2
| Navn                                | Tid    | Gennemsnitsfart (km/t) |
| ----------------------------------- | ------ | ---------------------- |
| Xu Chao (CHN)                       | 10.753 | 66.958                 |
| Sam Webster (NZL)                   | +0.048 | +0.048                 |
| Fabian Hernando Puerta Zapata (COL) | +0.181 | +0.181                 |

| Navn                    | Tid    | Gennemsnitsfart (km/t) |
| ----------------------- | ------ | ---------------------- |
| Patrick Constable (AUS) | 10.456 | 68.859                 |
| Maximilian Levy (GER)   | +0.100 | +0.100                 |
| Jeffrey Hoogland (NED)  | +0.118 | +0.118                 |

### 9. til 12. plads
| Navn                                | Tid    | Gennemsnitsfart (km/t) | Nr. |
| ----------------------------------- | ------ | ---------------------- | --- |
| Maximilian Levy (GER)               | 10.275 | 70.072                 | 9   |
| Fabian Hernando Puerta Zapata (COL) | +0.067 | +0.067                 | 10  |
| Jeffrey Hoogland (NED)              | +0.126 | +0.126                 | 11  |
| Sam Webster (NZL)                   | +0.329 | +0.329                 | 12  |

### Kvartfinaler
| Navn                    | Tid (Løb 1) | Tid (Løb 2) |
| ----------------------- | ----------- | ----------- |
| Jason Kenny (GBR)       | 10.341      | 10.219      |
| Patrick Constable (AUS) | +0.194      | +0.258      |

| Navn                 | Tid (Løb 1) | Tid (Løb 2) |
| -------------------- | ----------- | ----------- |
| Callum Skinner (GBR) | 10.299      | 10.212      |
| Xu Chao (CHN)        | +0.122      | +0.200      |

| Navn                   | Tid (Løb 1) | Tid (Løb 2) |
| ---------------------- | ----------- | ----------- |
| Matthew Glaetzer (AUS) | 10.456      | 10.401      |
| Joachim Eilers (GER)   | +0.084      | +0.049      |

| Navn                  | Tid (Løb 1) | Tid (Løb 2) |
| --------------------- | ----------- | ----------- |
| Denis Dmitrijev (RUS) | 10.202      | 10.166      |
| Grégory Baugé (FRA)   | +0.063      | +0.213      |

### 5. til 8. plads
| Navn                    | Tid    | Gennemsnitsfart (km/t) | Nr. |
| ----------------------- | ------ | ---------------------- | --- |
| Joachim Eilers (GER)    | 10.525 | 68.408                 | 5   |
| Xu Chao (CHN)           | +0.036 | +0.036                 | 6   |
| Grégory Baugé (FRA)     | +0.153 | +0.153                 | 7   |
| Patrick Constable (AUS) | +0.215 | +0.215                 | 8   |

### Semifinaler
| Navn                  | Tid (Løb 1) | Tid (Løb 2) | Tid (Decider) |
| --------------------- | ----------- | ----------- | ------------- |
| Jason Kenny (GBR)     | +0.043      | 10.048      | 10.071        |
| Denis Dmitrijev (RUS) | 10.139      | +0.032      | +0.302        |

| Navn                   | Tid (Løb 1) | Tid (Løb 2) |
| ---------------------- | ----------- | ----------- |
| Callum Skinner (GBR)   | 10.119      | 10.244      |
| Matthew Glaetzer (AUS) | +0.046      | +0.057      |

### Finaler
Bronzefinale
| Navn                   | Tid (Løb 1) | Tid (Løb 2) | Nr. |
| ---------------------- | ----------- | ----------- | --- |
| Denis Dmitrijev (RUS)  | 10.105      | 10.190      | 3   |
| Matthew Glaetzer (AUS) | +0.072      | +0.044      | 4   |

Finale
| Navn                 | Tid (Løb 1) | Tid (Løb 2) | Nr. |
| -------------------- | ----------- | ----------- | --- |
| Jason Kenny (GBR)    | 10.164      | 9.916       | 1   |
| Callum Skinner (GBR) | +0.113      | +0.086      | 2   |